# Adolphe Ferrigno
Adolphe Ferrigno, né le 5 juillet 1913 à Marseille et mort le 19 mai 1998 dans la même ville, est un coureur cycliste français, indépendant de 1950 à 1954.

## Palmarès
- 1949
  - 2e du Circuit du Mont-Blanc
- 1950
  - 2e du Grand Prix du débarquement Sud
  - 3e de Toulon-Aubagne-Toulon
  - 3e du Circuit du Mont-Blanc
- 1951
  - 3e du Grand Prix de Vals-les-Bains
- 1952
  - 3e du Championnat de France de cyclisme sur route indépendants
- 1953
  - 2e de Marseille-Nice
- 1955
  - 3e de Lyon-Montluçon-Lyon
- 1956
  - 2e du Tour de Corse cycliste